# Coucy-la-Ville
Pour les articles homonymes, voir Coucy (homonymie).
Coucy-la-Ville est une commune française située dans le département de l'Aisne en région Hauts-de-France.

## Géographie
Coucy-la-Ville est située à 1 km au nord-est de Coucy-le-Château-Auffrique, la plus grande ville à proximité.
Coucy-la-Ville est entourée par les communes de Verneuil-sous-Coucy, Coucy-le-Château-Auffrique, Jumencourt, Fresnes-sous-Coucy, Bassoles-Aulers.

### Localisation

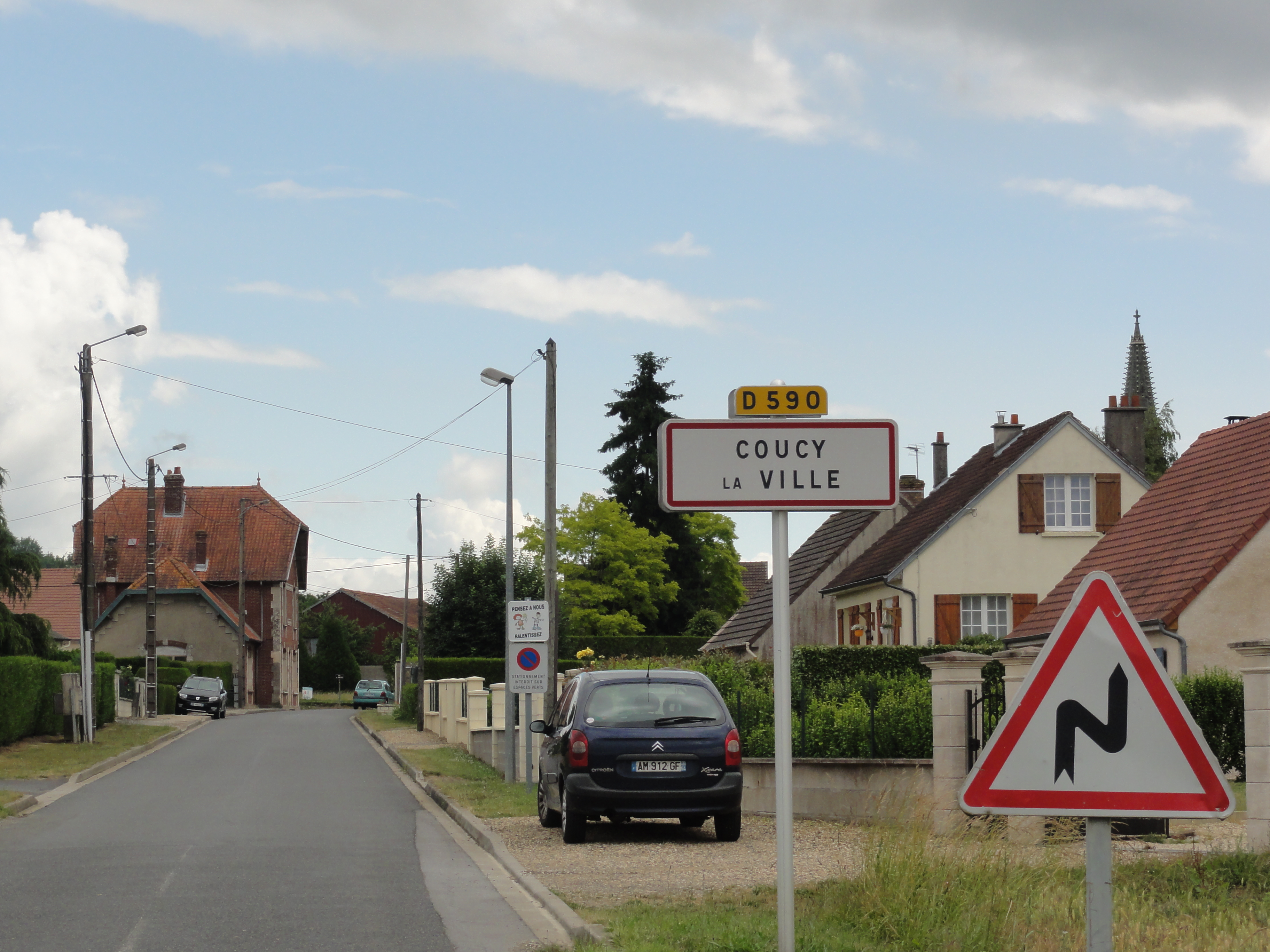
Entrée de Coucy-la-Ville.

### Hydrographie
La commune est située dans le bassin Seine-Normandie. Elle est drainée par le ru Renault et le fossé 02 de la commune de Coucy-le-Château-Auffrique,,.

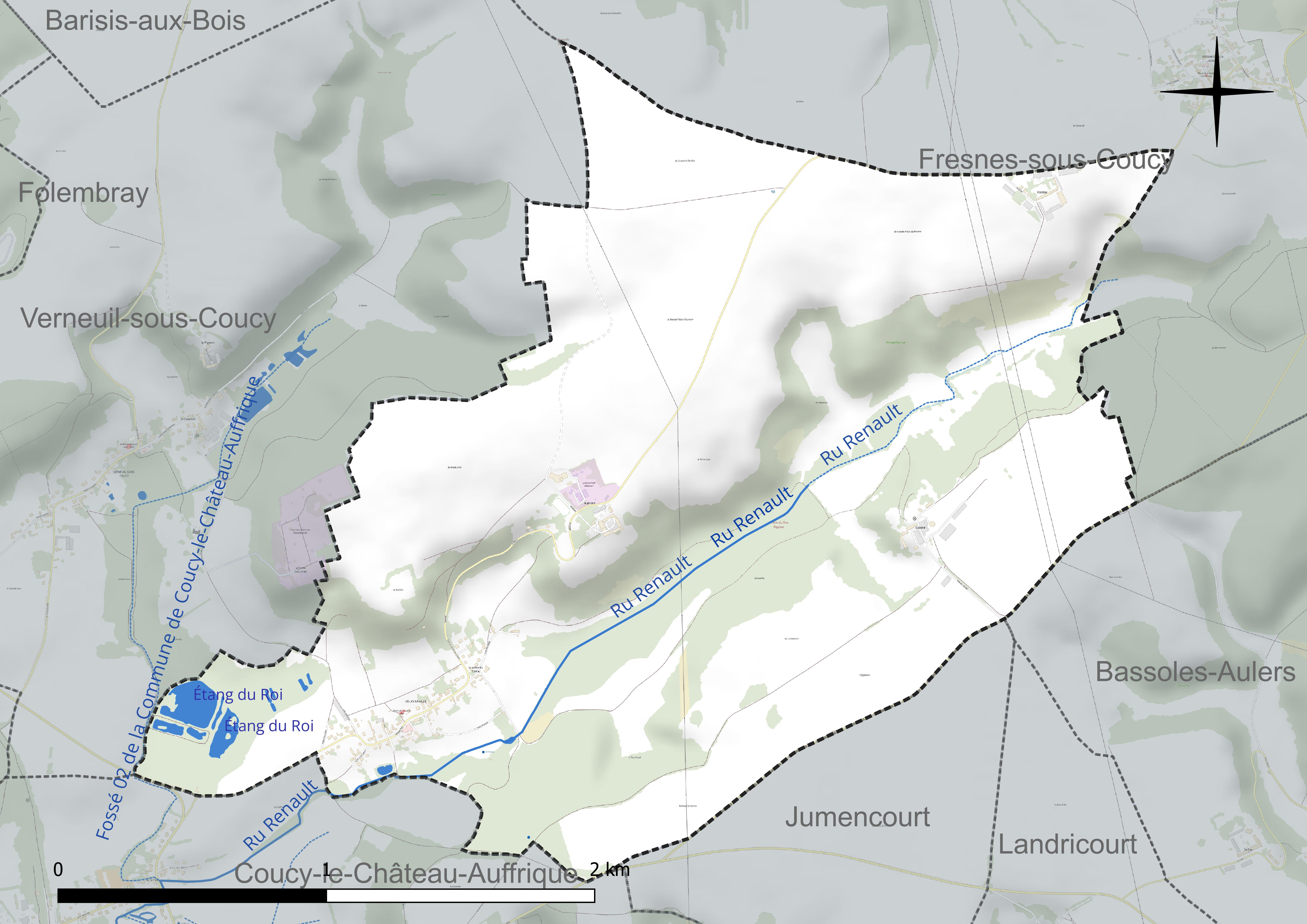
Réseau hydrographique de Coucy-la-Ville.

Un plan d'eau complète le réseau hydrographique : l'étang du Roi (3 ha),.

### Climat
Pour des articles plus généraux, voir Climat des Hauts-de-France et Climat de l'Aisne.
En 2010, le climat de la commune est de type climat océanique dégradé des plaines du Centre et du Nord, selon une étude du CNRS s'appuyant sur une série de données couvrant la période 1971-2000. En 2020, Météo-France publie une typologie des climats de la France métropolitaine dans laquelle la commune est exposée à un climat océanique altéré et est dans la région climatique Nord-est du bassin Parisien, caractérisée par un ensoleillement médiocre, une pluviométrie moyenne régulièrement répartie au cours de l'année et un hiver froid (3 °C).
Pour la période 1971-2000, la température annuelle moyenne est de 10,5 °C, avec une amplitude thermique annuelle de 14,9 °C. Le cumul annuel moyen de précipitations est de 742 mm, avec 11,1 jours de précipitations en janvier et 8,8 jours en juillet. Pour la période 1991-2020, la température moyenne annuelle observée sur la station météorologique la plus proche, située sur la commune de Chauny à 12 km à vol d'oiseau, est de 11,1 °C et le cumul annuel moyen de précipitations est de 709,9 mm,. Pour l'avenir, les paramètres climatiques de la commune estimés pour 2050 selon différents scénarios d'émission de gaz à effet de serre sont consultables sur un site dédié publié par Météo-France en novembre 2022.

## Urbanisme

### Typologie
Au 1er janvier 2024, Coucy-la-Ville est catégorisée commune rurale à habitat dispersé, selon la nouvelle grille communale de densité à 7 niveaux définie par l'Insee en 2022.
Elle est située hors unité urbaine et hors attraction des villes,.

### Occupation des sols
L'occupation des sols de la commune, telle qu'elle ressort de la base de données européenne d'occupation biophysique des sols Corine Land Cover (CLC), est marquée par l'importance des territoires agricoles (78,2 % en 2018), en augmentation par rapport à 1990 (71,5 %). La répartition détaillée en 2018 est la suivante : 
terres arables (57,5 %), forêts (21,8 %), zones agricoles hétérogènes (13,7 %), prairies (7 %).
L'évolution de l'occupation des sols de la commune et de ses infrastructures peut être observée sur les différentes représentations cartographiques du territoire : la carte de Cassini (XVIIIe siècle), la carte d'état-major (1820-1866) et les cartes ou photos aériennes de l'IGN pour la période actuelle (1950 à aujourd'hui).

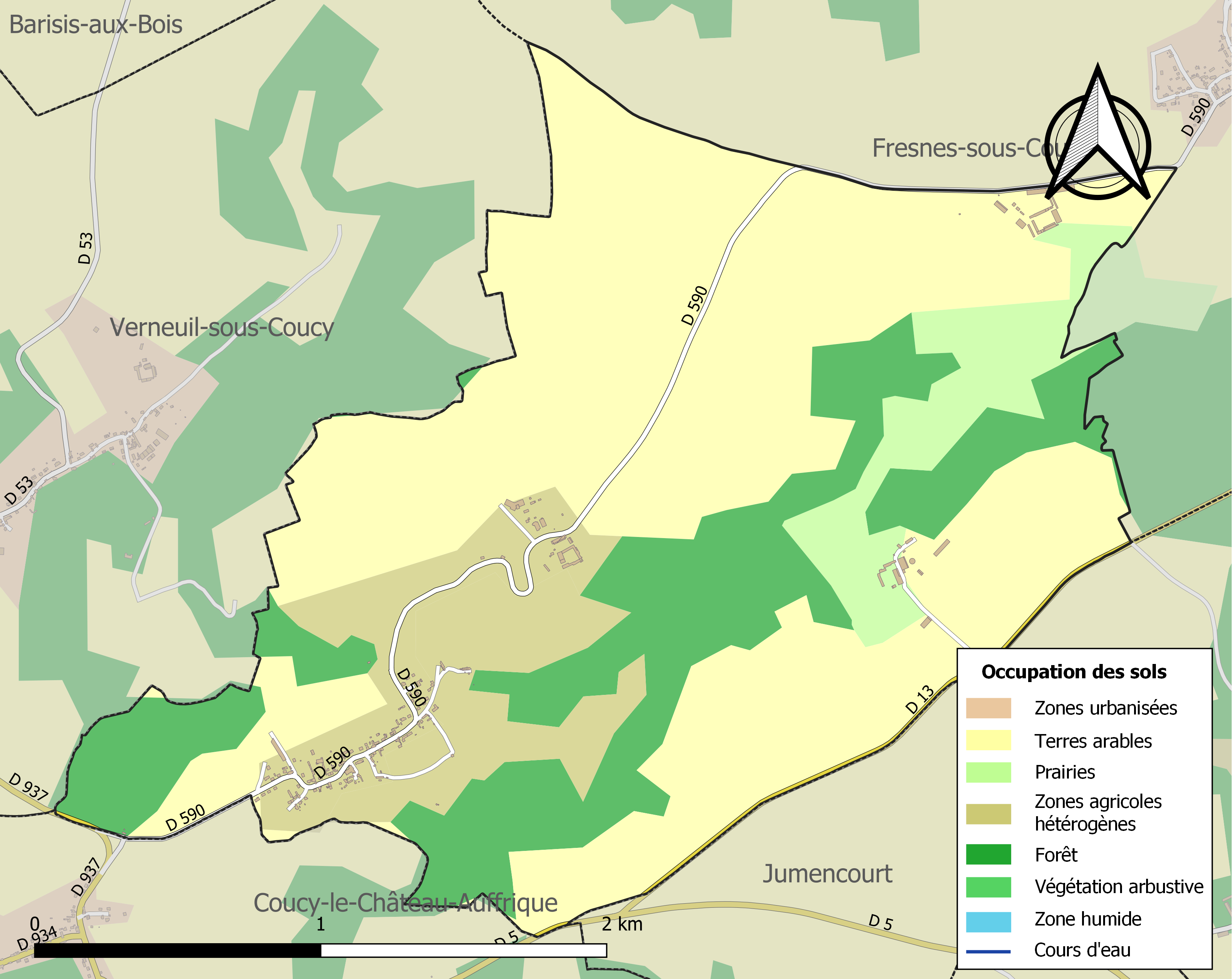
Carte des infrastructures et de l'occupation des sols de la commune en 2018 (CLC).

## Toponymie
Le nom de la localité est attesté sous les formes Cociacumvilla (1120) ; Altare de Codiciaco-villa (1122) ; Coci-villa (1128) ; Couci-villa (1158) ; Cociville (1207) ; Couci-villa-subtus-Couci-castrum (1268) ; Couchi-la-Ville (1303) ; Coucy-villa (1340).

Durant la Révolution, la commune porte le nom de Coucy-la-Vallée.
Coucy, dérive d'une forme originelle gauloise colciacon, « cercle » ou cotia , « clairière ou éclaircie pratiquée dans un bois », le territoire était à l'origine couvert de bois, que l'on fut obligé d'essarter pour bâtir le village.

Le village, plus ancien que la ville, s'appelle singulièrement Coucy-la-Ville ; la véritable ville, à environ 1 km, porte le nom de Coucy-le-Château.

## Histoire
En 1917, le clocher de l'église fut volé et le haut de celui-ci fut dynamité par les Allemands.

## Politique et administration

### Découpage territorial
La commune de Coucy-la-Ville est membre de la communauté de communes Picardie des Châteaux, un établissement public de coopération intercommunale (EPCI) à fiscalité propre créé le 1er janvier 2017 dont le siège est à Pinon. Ce dernier est par ailleurs membre d'autres groupements intercommunaux.
Sur le plan administratif, elle est rattachée à l'arrondissement de Laon, au département de l'Aisne et à la région Hauts-de-France. Sur le plan électoral, elle dépend du  canton de Vic-sur-Aisne pour l'élection des conseillers départementaux, depuis le redécoupage cantonal de 2014 entré en vigueur en 2015, et de la quatrième circonscription de l'Aisne  pour les élections législatives, depuis le dernier découpage électoral de 2010.

### Administration municipale
| Période                                  | Période                   | Identité          | Étiquette | Qualité |
| ---------------------------------------- | ------------------------- | ----------------- | --------- | ------- |
| Les données manquantes sont à compléter. |                           |                   |           |         |
| avant 1877                               | après 1879                | Brodier           |           |         |
| mars 2001                                | 2014                      | Robert Lalain     |           |         |
| 2014,                                    | En cours (au 23 mai 2020) | Maximino de Sousa | SE        | Ouvrier |

## Démographie
L'évolution du nombre d'habitants est connue à travers les recensements de la population effectués dans la commune depuis 1793. Pour les communes de moins de 10 000 habitants, une enquête de recensement portant sur toute la population est réalisée tous les cinq ans, les populations de référence des années intermédiaires étant quant à elles estimées par interpolation ou extrapolation. Pour la commune, le premier recensement exhaustif entrant dans le cadre du nouveau dispositif a été réalisé en 2005.

En 2022, la commune comptait 195 habitants, en évolution de −10,55 % par rapport à 2016 (Aisne : −1,97 %, France hors Mayotte : +2,11 %).
| 1793 | 1800 | 1806 | 1821 | 1831 | 1836 | 1841 | 1846 | 1851 |
| ---- | ---- | ---- | ---- | ---- | ---- | ---- | ---- | ---- |
| 202  | 227  | 239  | 253  | 278  | 275  | 295  | 306  | 303  |

| 1856 | 1861 | 1866 | 1872 | 1876 | 1881 | 1886 | 1891 | 1896 |
| ---- | ---- | ---- | ---- | ---- | ---- | ---- | ---- | ---- |
| 268  | 259  | 247  | 258  | 235  | 780  | 273  | 262  | 270  |

| 1901 | 1906 | 1911 | 1921 | 1926 | 1931 | 1936 | 1946 | 1954 |
| ---- | ---- | ---- | ---- | ---- | ---- | ---- | ---- | ---- |
| 269  | 262  | 260  | 175  | 208  | 247  | 238  | 256  | 257  |

| 1962 | 1968 | 1975 | 1982 | 1990 | 1999 | 2005 | 2006 | 2010 |
| ---- | ---- | ---- | ---- | ---- | ---- | ---- | ---- | ---- |
| 187  | 188  | 208  | 196  | 189  | 176  | 196  | 193  | 213  |

| 2015 | 2020 | 2022 | - | - | - | - | - | - |
| ---- | ---- | ---- | - | - | - | - | - | - |
| 214  | 196  | 195  | - | - | - | - | - | - |

## Culture locale et patrimoine

### Lieux et monuments
- Église Saint-Rémi, monument historique.
- Monument aux morts.
- Croix de chemin.

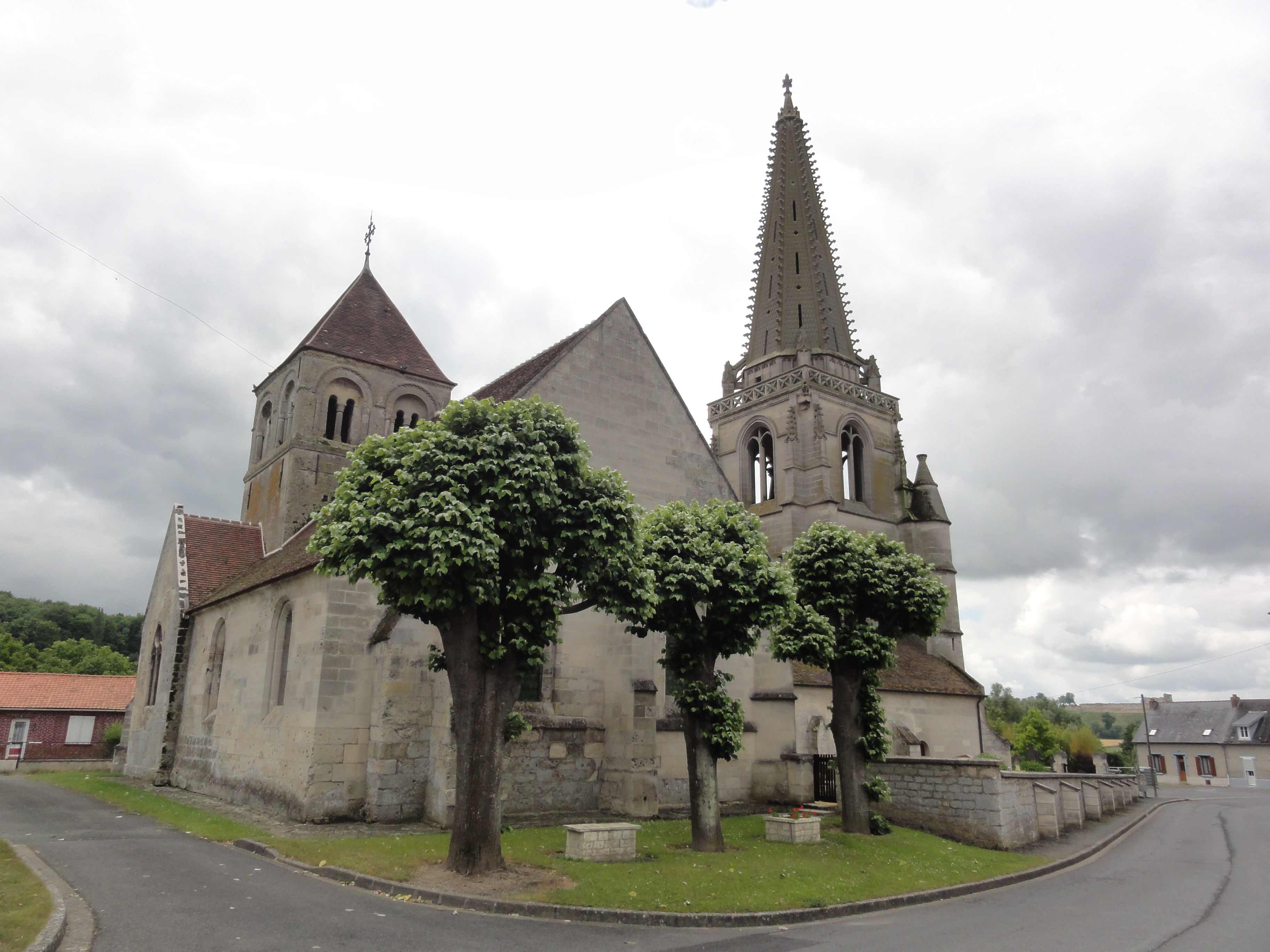
Église Saint-Rémi.
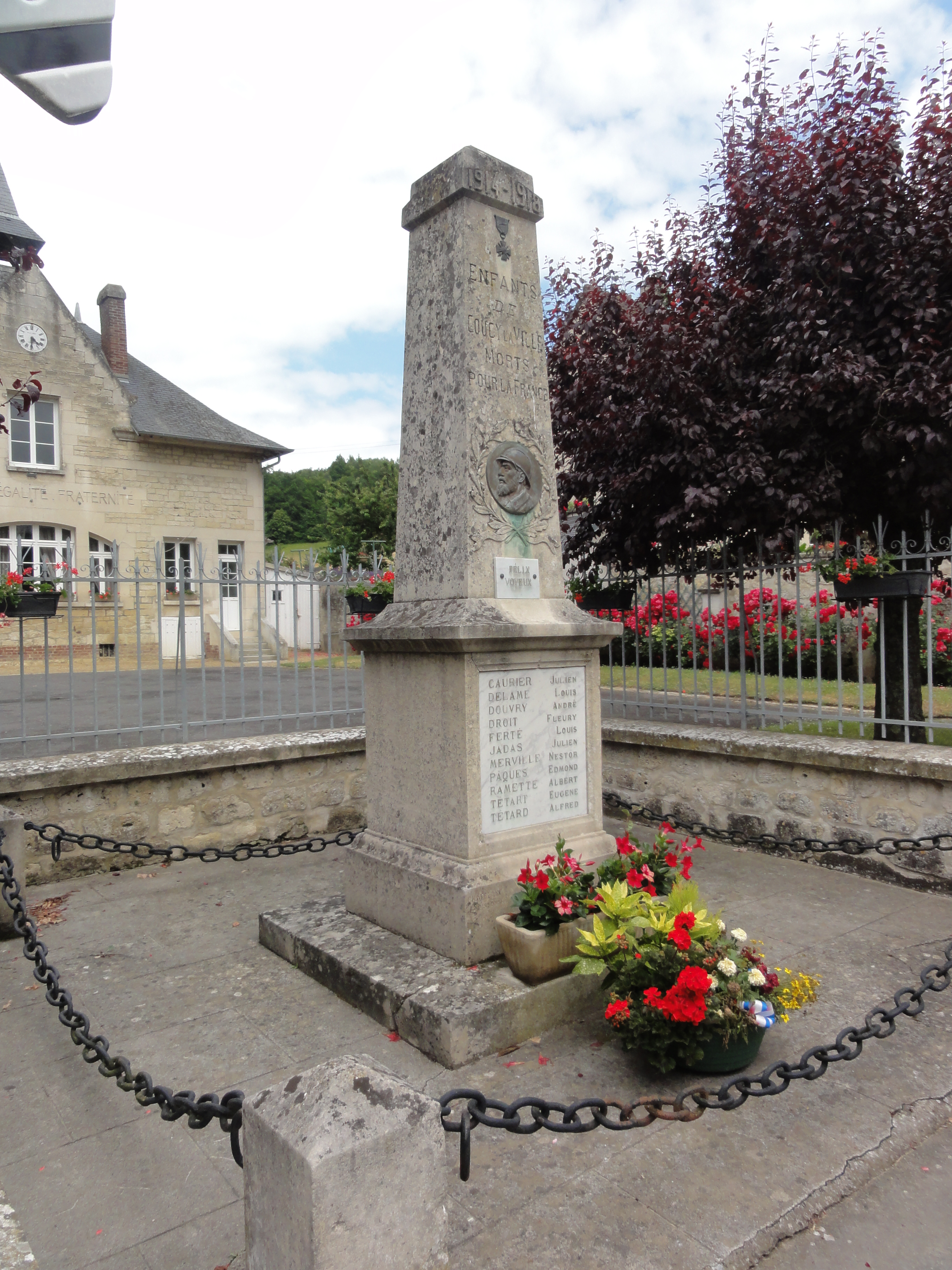
Monument aux morts.
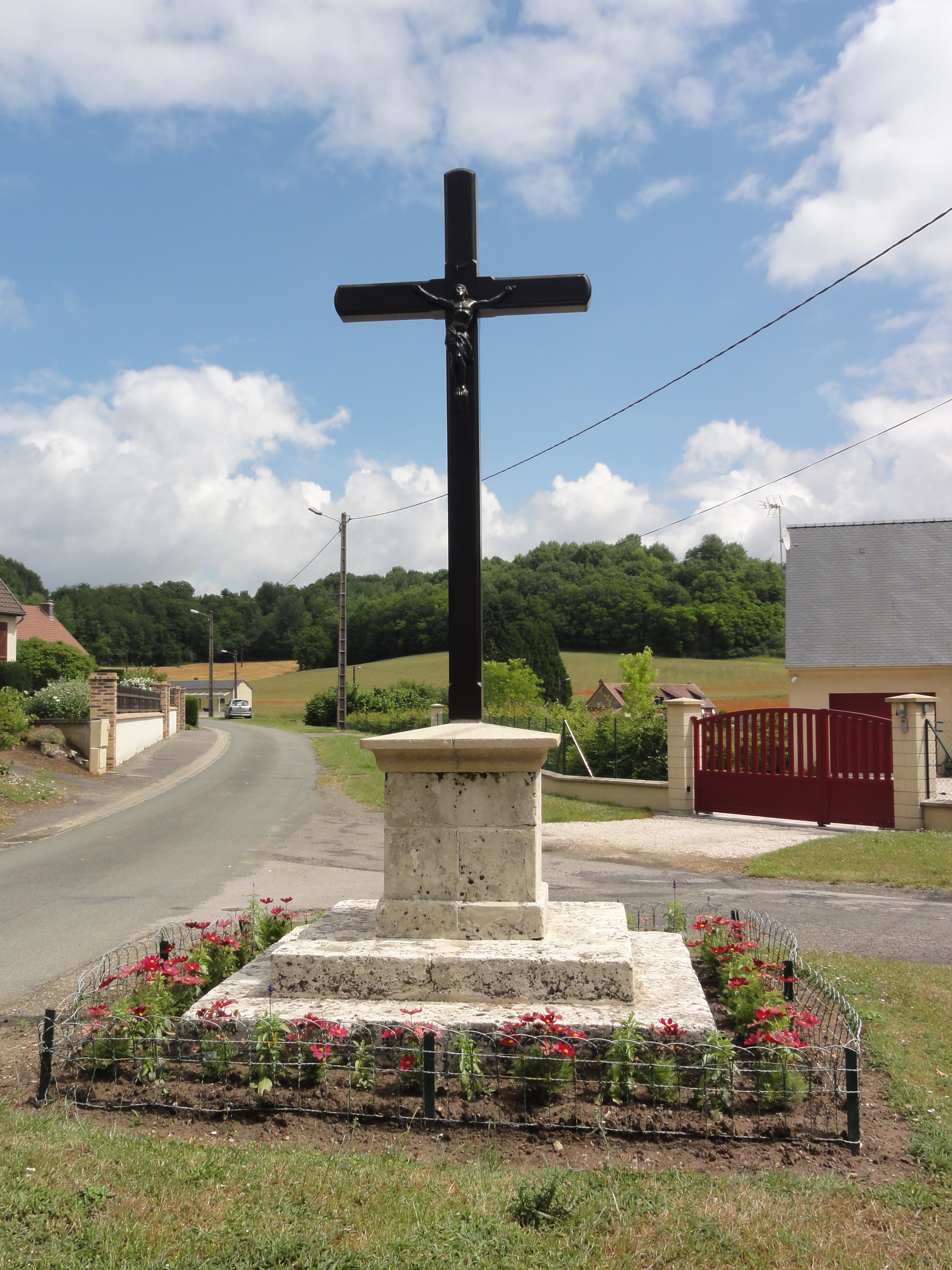
Croix de chemin.

### Legs Paul Ferté - lycée professionnel agricole Aumont
Monsieur Paul Ferté (1866 - 1943), propriétaire de la ferme d'Aumont à Coucy-la-Ville, a décidé aux termes de son testament olographe en date du 27 juillet 1943, de léguer sa ferme au département de l'Aisne sous condition qu'une école d'agriculture soit construite.
Extrait du testament (archives du Ministère de l'Agriculture et de l'INRA)

« ... Je lègue au département de l'Aisne, toutes mes propriétés situés sur les territoires des communes de Coucy La Ville, Verneuil-sous-Coucy, Fresnes-sous-Coucy et Barisis-aux-Bois, et mes valeurs, titres de rente, compte en banque, sauf les terres et lègues que je faisais à titre particulier. J'impose qu'avec ce lègue, une école pratique d'agriculture avec ferme modèle de culture et d'élevage soit créée à Aumont. Si ces conditions ne sont pas acceptées, je lègue tout ce que j'ai proposé au département, à l'institut agronomique de France, pour créer cette ferme-école qui est indispensable et si nécessaire au pays ... »

L'institut agronomique de France se nomme aujourd'hui Institut national de la recherche agronomique (Inra).
L'école d'agriculture d'Aumont a été construite en 1952. Cependant pour un temps elle n'exploite pas ses terres ; les terres et le corps de ferme du domaine d'Aumont sont loués jusqu'au 11 novembre 2014, date à laquelle l'École d'agriculture ou l'Inra récupère l'exploitation du domaine agricole d'Aumont.

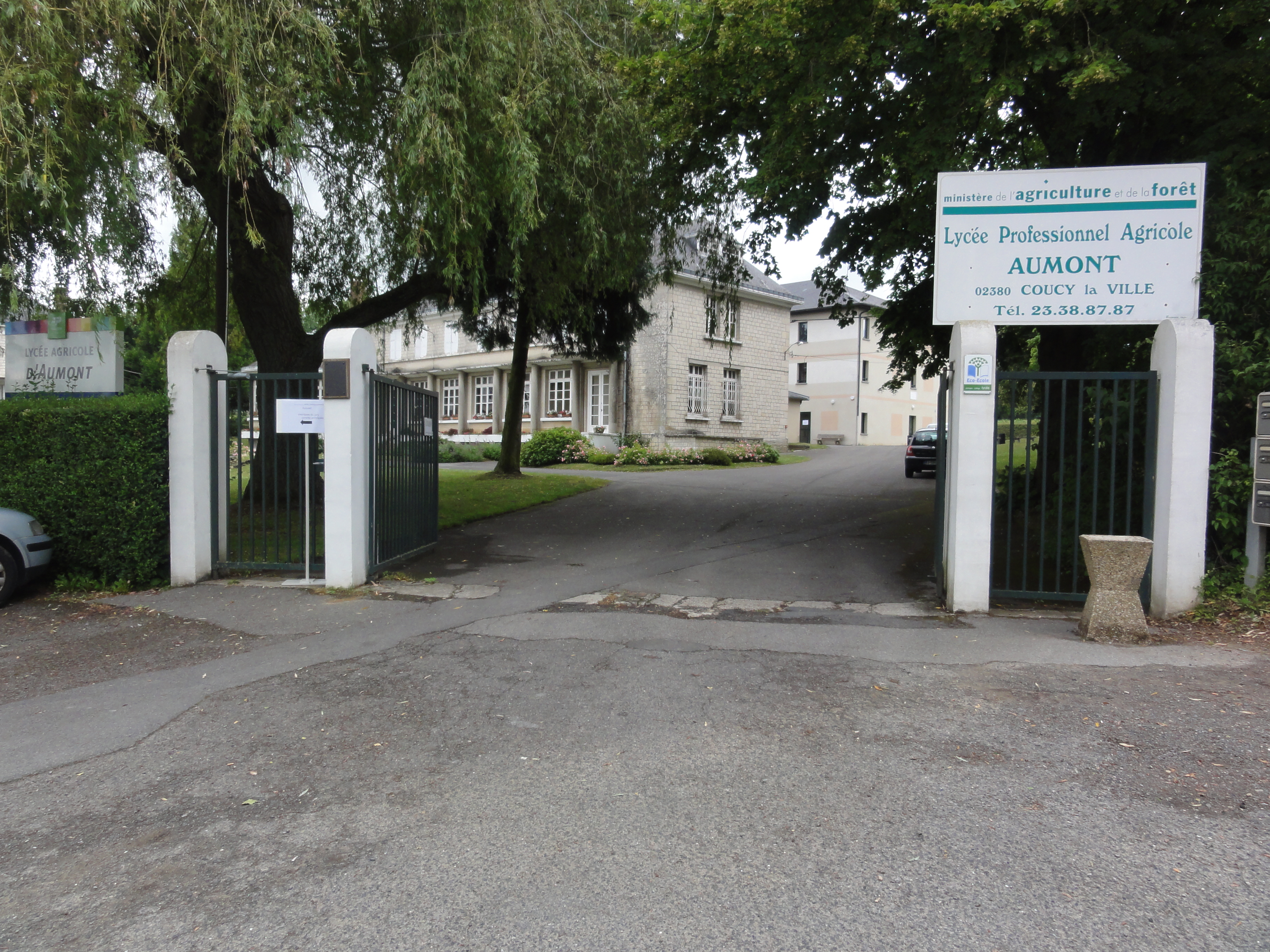
Lycée professionnel agricole Aumont.
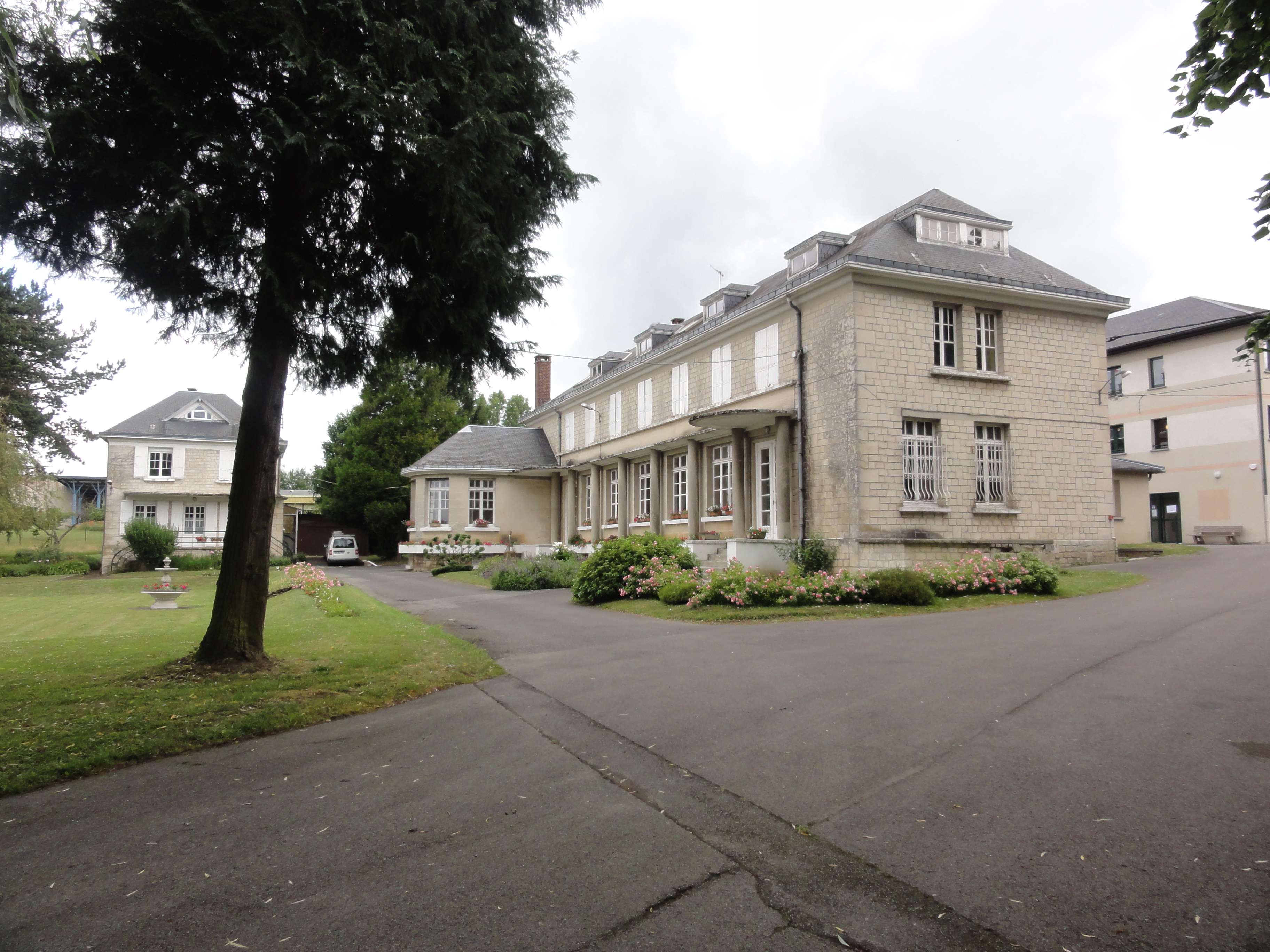
Lycée professionnel agricole Aumont.

### Héraldique
| Blason de Coucy-la-Ville | Blason  | Vairé de gueules et d'argent.                    |
| Blason de Coucy-la-Ville | Détails | Le statut officiel du blason reste à déterminer. |

## Pour approfondir